# Астигматизм

Астигматизм (рос. астигматизм, англ. astigmatism, нім. Astigmatismus), монохроматична польова аберація оптичних систем, яка полягає в тому, що зображення однієї і тієї ж точки предмета нескінченно тонкими пучками променів, розташованими у взаємно перпендикулярних площинах (меридіональній і широтній), має вигляд двох точок, що не збігаються з площиною зображення цієї точки паралельними променями. У телескопічних системах астигматизм виражається в діоптріях; у зорових трубах значення астигматизму допускається не більше 3-х діоптрій.
Зовнішній ефект астигматизму — спотворення зображення оптичною системою, пов'язане з тим, що заломлення (або відбиття) променів у різних частинах системи неоднакове. Внаслідок астигматизму зображення предмета стає нерізким. Кожна точка предмета зображується розмитим еліпсом. Корекцію астигматизму оптичної системи ока здійснюють за допомогою окулярів з циліндричними скельцями або контактних лінз.
Астигматизм — один із недоліків оптичного зображення. Якщо сферична хвиля, що йде від точкового джерела, після проходження оптичної системи залишається сферичною і промені хвилі дають точкове зображення, то пучок таких променів називають стигматичним (грец. στιγμα — точка). Якщо ж ця хвиля оптичною системою деформується так, що її промені перетинаються у двох взаємно перпендикулярних відрізках, розташованих на деякій відстані один від одного, то такий пучок називають астигматичним (зображення не точкове; мал.). Внаслідок астигматизму точки, розміщені на взаємно перпендикулярних лініях (в сагітальному і меридіональному перерізах), зображаються не однаково чітко.
Астигматор — (рос. астигматор, англ. astigmator, нім. astigmator m) — оптична деталь, що викликає астигматизм; для перетворення зображення точки в пряму лінію, як астигматизм, застосовують циліндричну лінзу.